# Expedição Astor

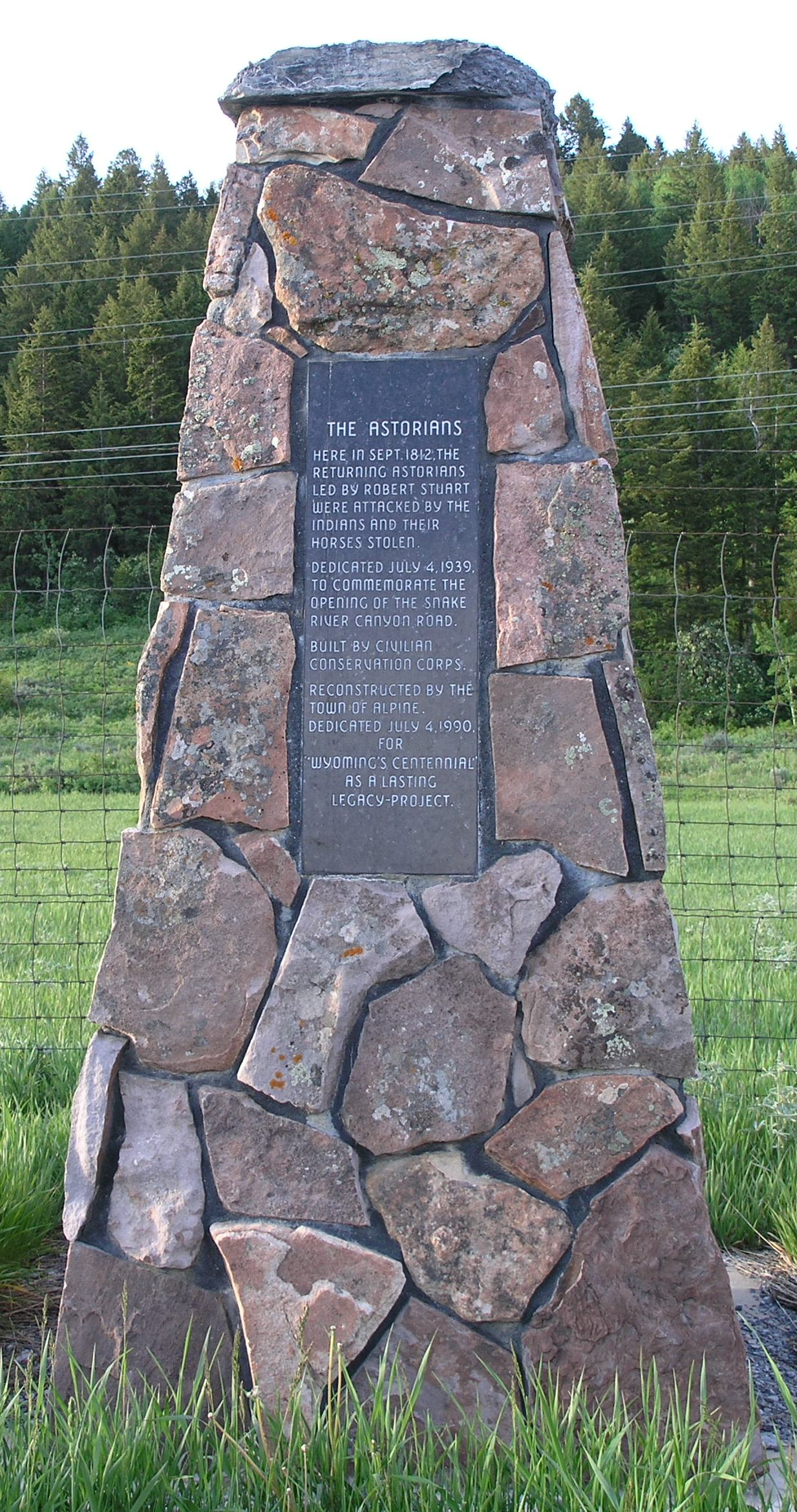
Monumento a assinalar o local na margem do rio Snake onde os astorianos viram os seus cavalos serem roubados por ameríndios em setembro de 1812.

A Expedição Astor (1810-1812) foi uma expedição por via terrestre e marítima que explorou o oeste dos Estados Unidos, partindo de St. Louis, no Missouri, até à foz do rio Columbia para estabelecer o comércio de peles. A aventura foi financiada por John Jacob Astor, empresário de Nova Iorque, por causa do seu sonho de construir uma rede global que unisse os postos comerciais no Atlântico e no Pacífico.
Fort Astoria, hoje Astoria, no Oregon, foi o segundo assentamento europeu no noroeste, depois do realizado pela expedição de Lewis e Clark alguns anos antes.
Embora o império comercial sonhado por Astor tenha fracassado por várias razões, a expedição por terra foi a segunda a conseguir atravessar na direção oeste o então desconhecido interior da América do Norte. Esta expedição mostrou que grande parte da rota ao longo da planície do rio Snake e do vale do Columbia poderia ser transitada por mulas ou carros puxados por animais com pequenas melhoria viárias, e seria a base das futuras vias de acesso ao Oeste: a Oregon Trail, a California Trail e a Mormon Trail, propiciando os futuros estabelecimentos no que hoje são os estados de Oregon e Washington.

## História
Em 1810, o comerciante de peles e empresário John Jacob Astor, sócio da Companhia Americana de Peles (American Fur Company), equipou uma expedição — conhecida popularmente por isso como a expedição de Astor ou dos astorianos — para localizar postos comerciais de peles no território de caça do rio Columbia. A expedição constava de dois grupos: um que iria por mar no navio Tonquin, que rodearia a América do Sul e estabeleceria o primeiro posto comercial norte-americano na foz do rio Columbia, o futuro Fort Astor; e um segundo grupo que iria por terra, dirigido por Wilson Price Hunt — a expedição é também referida como o «grupo de Hunt» (Hunt Party)— e tentaria encontrar uma possível rota para abastecer esses postos atravessando o continente.
Foi sugerido que a expedição poderia ser denominada mais precisamente a «expedição por terra da Companhia de Peles do Pacífico» (Overland Expedition of the Pacific Fur Company). Os membros do grupo denominam-se habitualmente «astorianos por terra» (Overland Astorians).